# L'affare Girasole
L'affare Girasole (L'affaire Tournesol) è il diciottesimo albo della celebre serie a fumetti di Hergé “Le avventure di Tintin”, pubblicato inizialmente da Casterman nel 1956 come feuilleton della rivista Tintin.
Narra dei tentativi del giovane reporter protagonista Tintin, del cane Milù e del Capitano Haddock, di salvare il Professor Trifone Girasole, oggetto di tentativi di rapimento da parte delle due regioni fittizie balcaniche della Borduria e della Syldavia.
La striscia è ispirata agli eventi della Guerra Fredda.